# Aganju
Aganju je bog nebesnega svoda in neobdelane zemlje pri Jorubih v Nigeriji.
Aganju je sin Obatale in Odudue. Žena Jemadža, ki je bila tudi njegova sestra, mu je rodila sina Orungana.